# Ігри чемпіонів 2008
Ігри чемпіонів — турнір, організований російським футбольним клубом «Динамо» (Москва) влітку 2008 року.
18 квітня 2008-го виповнилося 85 років від часу створення Всесоюзного фізкультурно-спортивного товариства «Динамо». На честь цієї події було проведене змагання за участі чотирьох найуспішніших клубів, які за радянських часів входили до названого ФСТ. Формат розіграшу передбачав три матчі (всі у Москві), в яких господарі турніру почергово зустрічалися з київськими, мінськими й тбіліськими «одноклубниками».

## Розіграш 2008 року
Матчі
22.06. «Динамо» (Москва, Росія) — «Динамо» (Київ, Україна) — 1:1, по пен. 6:5
25.06. «Динамо» (Москва, Росія) — «Динамо» (Мінськ, Білорусь) — 2:0
28.06. «Динамо» (Москва, Росія) — «Динамо» (Тбілісі, Грузія) — 3:0
Підсумкова таблиця
| № | Команда                     | І | В | Н | П | М     | О |
| - | --------------------------- | - | - | - | - | ----- | - |
| 1 | «Динамо» (Москва, Росія)    | 3 | 2 | 1 | 0 | 6 — 1 | 7 |
| 2 | «Динамо» (Київ, Україна)    | 1 | 0 | 1 | 0 | 1 — 1 | 1 |
| 3 | «Динамо» (Мінськ, Білорусь) | 1 | 0 | 0 | 1 | 0 — 2 | 0 |
| 4 | «Динамо» (Тбілісі, Грузія)  | 1 | 0 | 0 | 1 | 0 — 3 | 0 |